# Zwartsprietborsthaartje
Zwartsprietborsthaartje (Pherbellia dubia) is een vliegensoort uit de familie van de slakkendoders (Sciomyzidae). De wetenschappelijke naam van de soort is voor het eerst geldig gepubliceerd in 1820 door Fallen.